# ランボルギーニ・アヴェンタドール
ランボルギーニ・アヴェンタドール（Lamborghini Aventador ）は、イタリアの自動車メーカー、ランボルギーニが2011年から2022年まで製造していたスーパーカーである。
2010年で生産が終了したランボルギーニのフラグシップ12気筒モデルのムルシエラゴの後継車種内部コード名LB834として、サンタガタボロネーゼでの最初の発表から5か月後の2011年3月1日より開催されたジュネーヴ・モーターショーにて発表された。

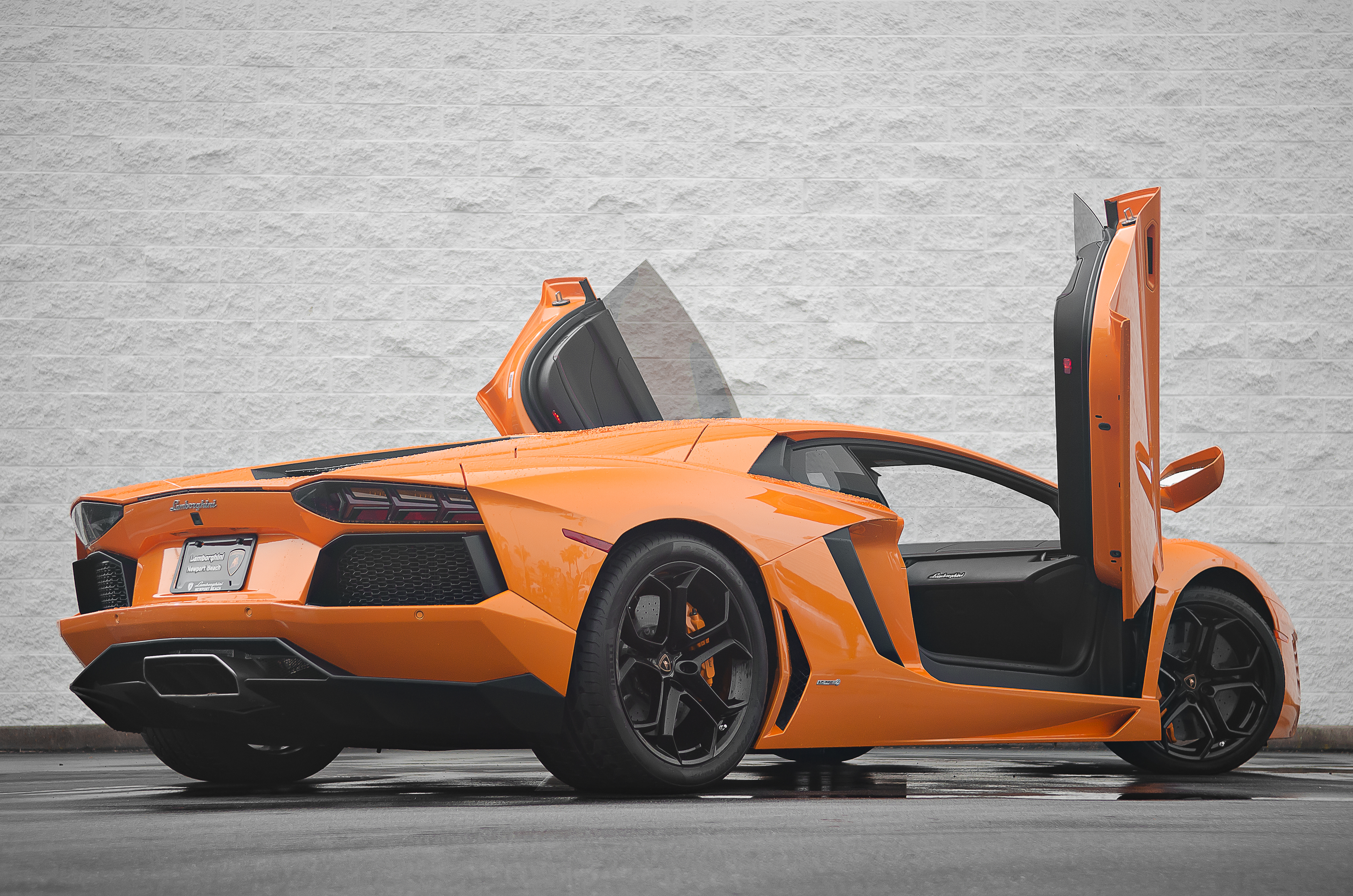
アヴェンタドールLP700-4 少し斜め上方に開くシザードア

## スタイリング
デザイン担当は、フィリッポ・ペリーニ（Filippo Perini）による。エンジンフードカバーのデザインは、カメムシの外観から発想を得たもの。フロントやリア周りの意匠は、2007年に公開されたムルシエラゴがベースの限定車レヴェントンと、2008年に公開された4ドアのコンセプトカー・エストーケのデザインが反映されている。ランボルギーニ縦置き12気筒モデルでは伝統のドアが上方に跳ね上がるシザードアはカウンタック、ディアブロ、ムルシエラゴまでのように真上ではなく少し斜めに拡がりつつ上方に開く。

## メカニズム
鋼管スペースフレームのムルシエラゴとは異なり、キャビン部分のみがモノコック構造で、前後をマルチチューブラーフレームとした構成のカーボンファイバー製セミモノコックを採用。サスペンションはプッシュロッド式である。
リアミッドシップに搭載される6.5 L 60°V型12気筒エンジン「L539」は完全新設計。トランスミッションは7速セミAT（シングルクラッチ）で、MTの設定はない。エンジン出力はセンタートンネルに置かれたトランスミッションを介して後輪に伝達され、カウンタック以来の伝統である方式を採用している。0-100km/h加速は2.9秒以下、最高速度は350km/h以上（公称値。アメリカの雑誌の最高速データでは370km/hも記録されている。）に達する。
電子制御式の四輪駆動システムは、前後の駆動力配分を0:100から40:60まで調整できる。センターコンソールに走りの特性のパフォーマンスセレクターがあり、一般公道での走行に適した弱アンダーの「STRADA（ストラーダ）」モード、シフトフィールが鋭くなる「SPORT（スポルト）」モード、サーキットでの走行に適した加速ができる「CORSA（コルサ）」モードの3種類から選択できる。また、後期型のアヴェンタドールSからは、様々な設定を自分好みにカスタマイズできる「EGO（エゴ）」モードが備わる。

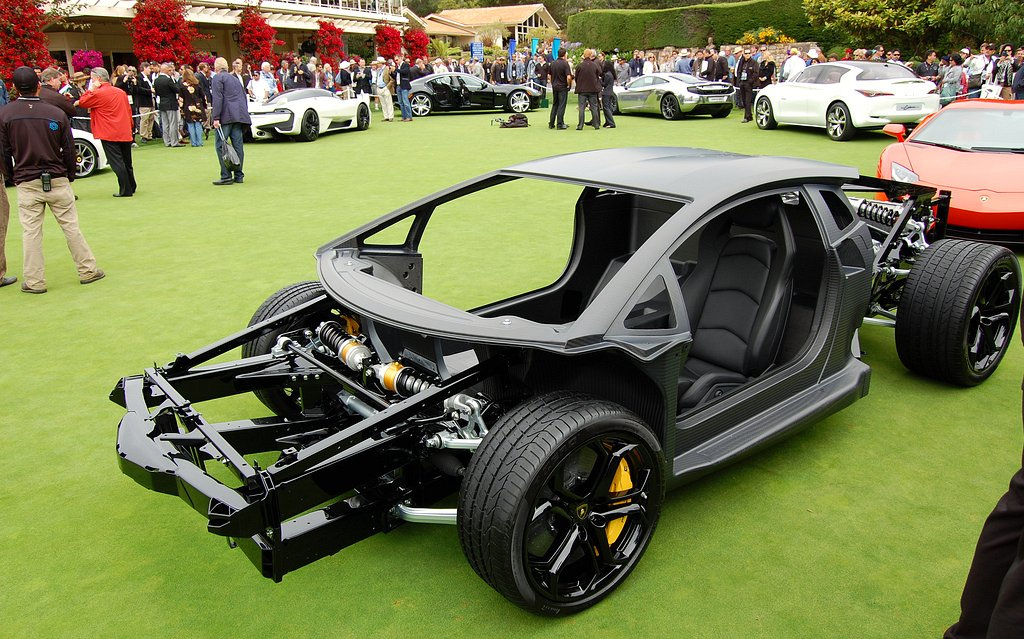
カーボンファイバー製セミモノコックシャシ
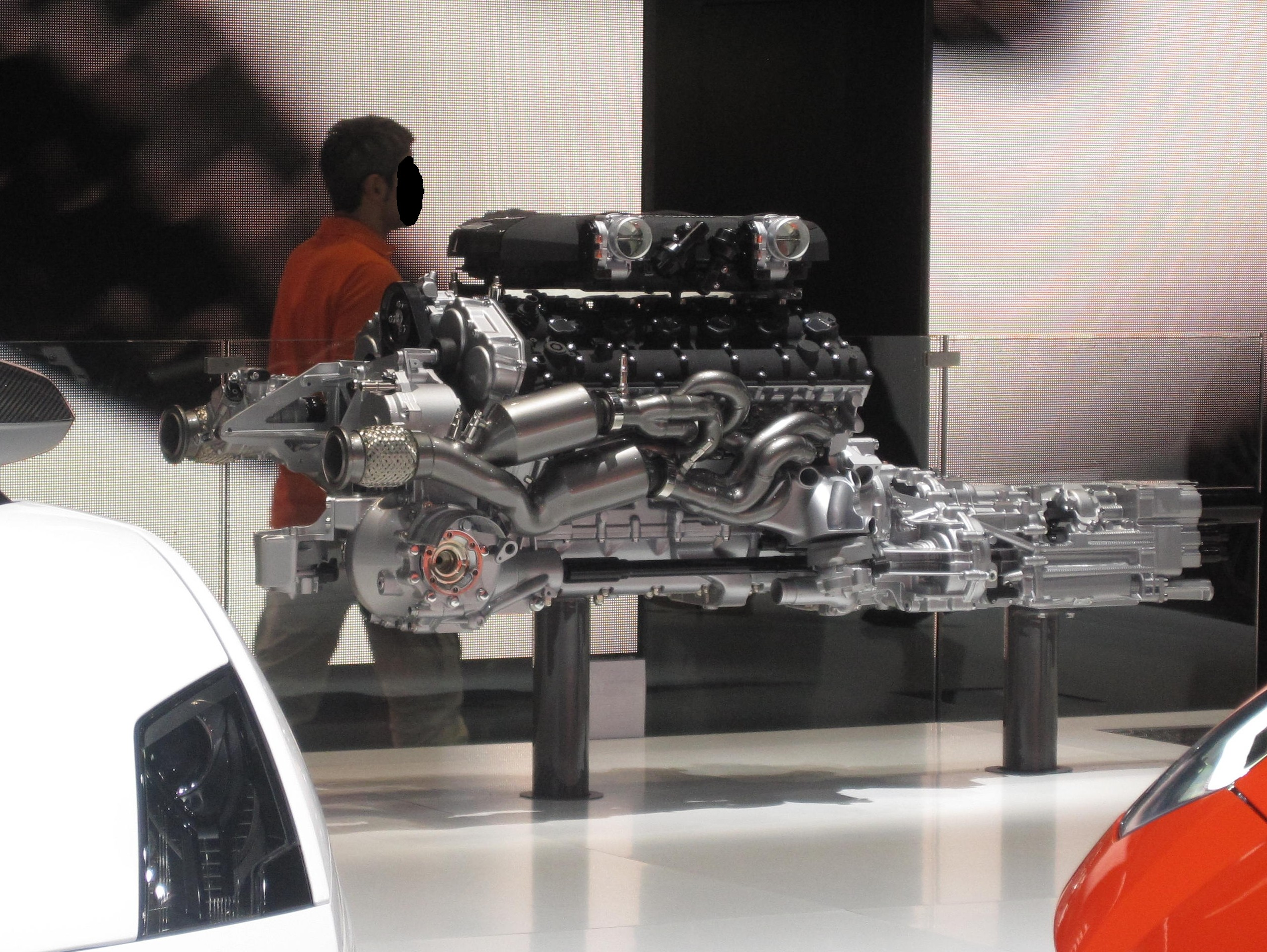
エンジン

## 歴史
2012年、ジュネーヴショーにおいてオープントップのワンオフモデル「アヴェンタドールJ（イオタ）」が発表された。『J』はたった1台のみ製作され、後に事故で喪失したランボルギーニ・イオタに由来する。2012年11月12日（現地時間）、先代のムルシエラゴに続きロードスターモデルの「アヴェンタドールLP 700-4 ロードスター」が発表された（日本国内価格4,660万3,200円）。
2013年、ドバイでパトカーに採用された。
2016年、ジュネーヴショーで同車をベースとした限定車「チェンテナリオ」が発表された。
2018年、アヴェンタドールSVJをベースにランボルギーニのモータースポーツ部門「スクアドラ・コルセ」が手掛けたサーキット向けのワンオフモデル「SC18アルストン」が発表された。
2022年9月26日に生産終了。総累計生産台数は11,465台と歴代V12モデルとしては最多。後継車種はランボルギーニ初のプラグインハイブリッドカーで「HPEV（ハイパフォーマンスEV）」第1弾のレヴエルト。

## 日本での販売
日本国内では2011年9月から販売された。
2011年11月29日、ランボルギーニジャパンは東京の（旧）国立競技場陸上競技場で記者発表会を開催した。研究開発担当ディレクターであるマウリツィオ・レジャーニは「アヴェンタドールは競合他社の2世代先を行くもの。すべての内容を再定義した。過去からのものをすべて否定し、ゼロベースで作った」と、エンジン、トランスミッション、サスペンション、ボディのすべてが新開発であることをアピールした。日本での価格は、当初4,100万2,500円だったが2012年8月1日に4,197万3,750円に値上げ改定された。
2015年には石巻市で梱包材を扱う今野梱包が段ボールで作成した「ダンボルギーニ・アヴェンダンボール」がSNSで話題となり、ランボルギーニ麻布の協力を得て本物のアヴェンタドール LP700-4と並べて展示するイベントが行われた。

## バリエーション

### アヴェンタドール LP700-4
2011年のジュネーブモーターショーで発表されたベーシックモデル。2013年6月6日には累計生産台数が2,000台に達した。

#### アヴェンタドール LP700-4ロードスター
2012年12月27日に生産が発表された。取り外し可能なルーフは、重さ6 kgずつの2枚のカーボンファイバー製で、パネルは簡単に取り外せ、フロントラゲッジコンパートメントに収納する。エンジンのロールオーバー保護および換気システムに対応するために、リアピラーは剛性が補強してある。
独自のエンジンカバーデザインと取り付け可能なウィンドデフレクターを備えており、超高速でのキャビンエアフローを改善する。Aピラー、フロントガラスヘッダー、ルーフパネル、リアウィンドウエリアはグロスブラックで仕上げられた。総重量は1,625kgで、屋根の重量に加えて、敷居とAピラーの追加補強によりクーペよりも50 kg重い。上記クーペと同じエンジンを搭載し、時速0〜97 kmは2.9秒、最高速度349km。

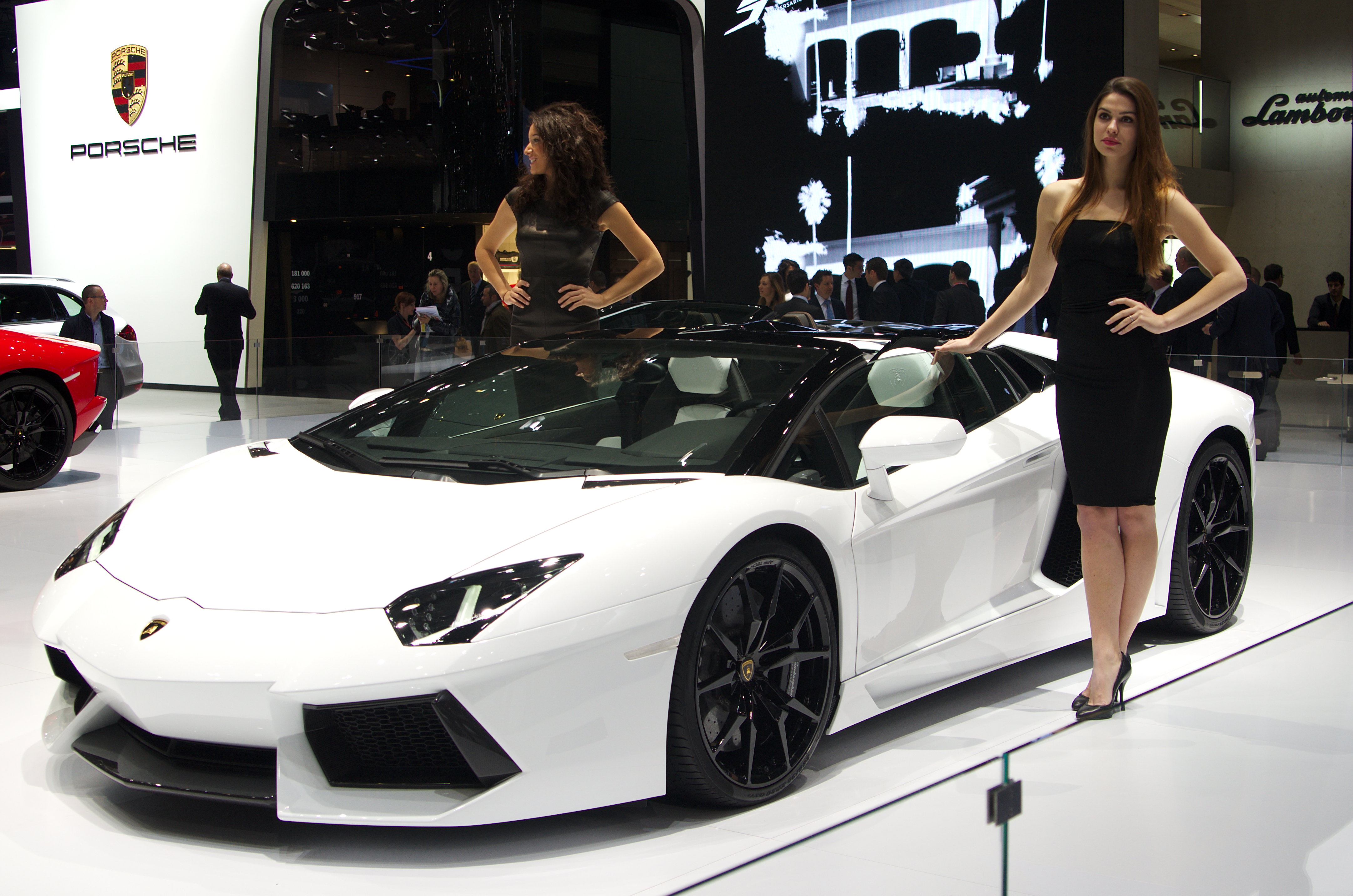
LP700-4ロードスター (2013年)
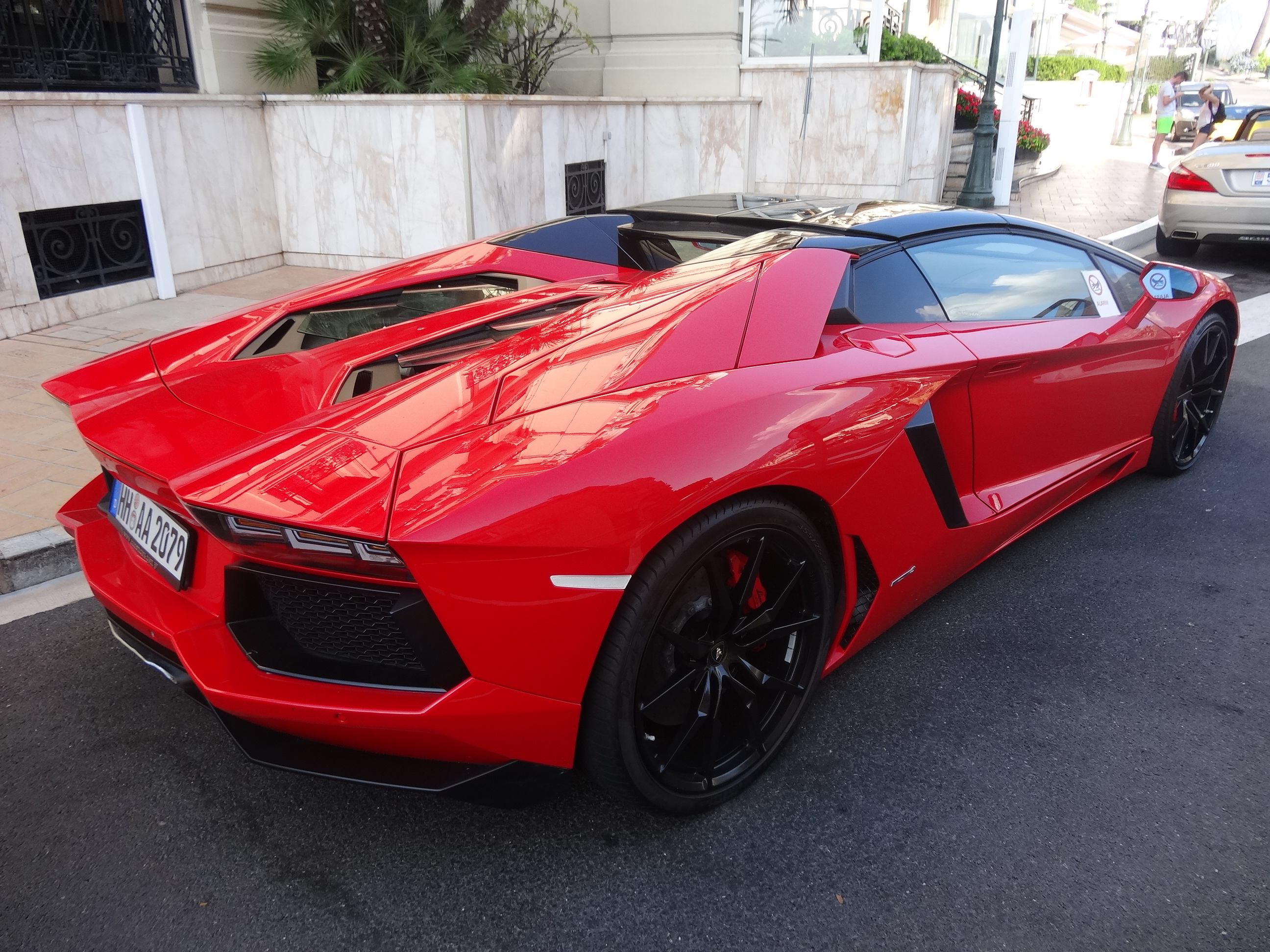
LP700-4 Roadster

#### アヴェンタドールJ
2012年のジュネーブモーターショーで発表された。オーナーのオーダーにより特別に製作されたワンオフモデル。ルーフ・ウィンドウがついていないオープンモデルとなっている。ベース車両は6.5LリッターV12エンジンを積むランボルギーニ・アヴェンタドールLP700-4。また、オープン化に伴いモノコックの多くは新設計や補強がされており、エアコンやラジオ、ナビゲーションは装備されていない為、大幅な軽量化に成功している。その為、完全に走りに特化した車になっている。車名のJはモータースポーツで使用される車両を分類・定義する「FIA国際モータースポーツ競技規則付則J項」に由来する。同車種の「ランボルギーニイオタ（Jota）」の「J」も同様の意味である。完全なワンオフモデルのためランボルギーニ社は所有しておらず、博物館用の車両も製作されていないため、世界で1台しか存在していない。その為、車両の詳細スペックや車体価格、オーナーすら一切明かされておらず不明であるため、「最も謎の多いランボルギーニ」の1台となっている。

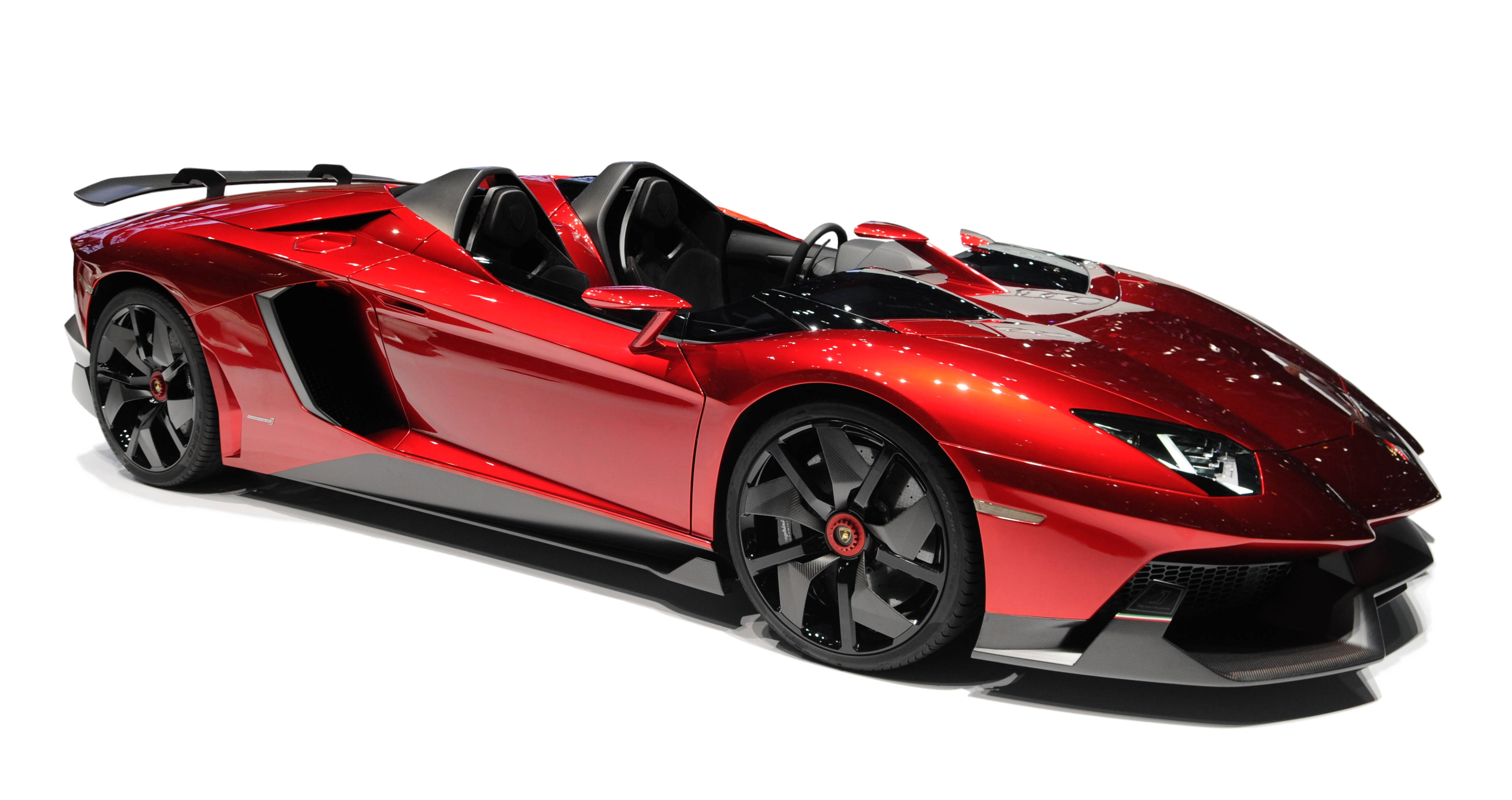
アヴェンタドールJ

#### アヴェンタドール LP720-4 50° アニヴェルサリオ
2013年の上海モーターショーにて発表された。これは、ランボルギーニの創業50周年を記念するモデルであり、世界限定200台の生産となる。モデル名の「720」が示す通り、ベースグレードのエンジンはチューンアップされて720PSを発生し、0 - 100km/h加速は2.9秒・最高速度は350km/hを誇る。

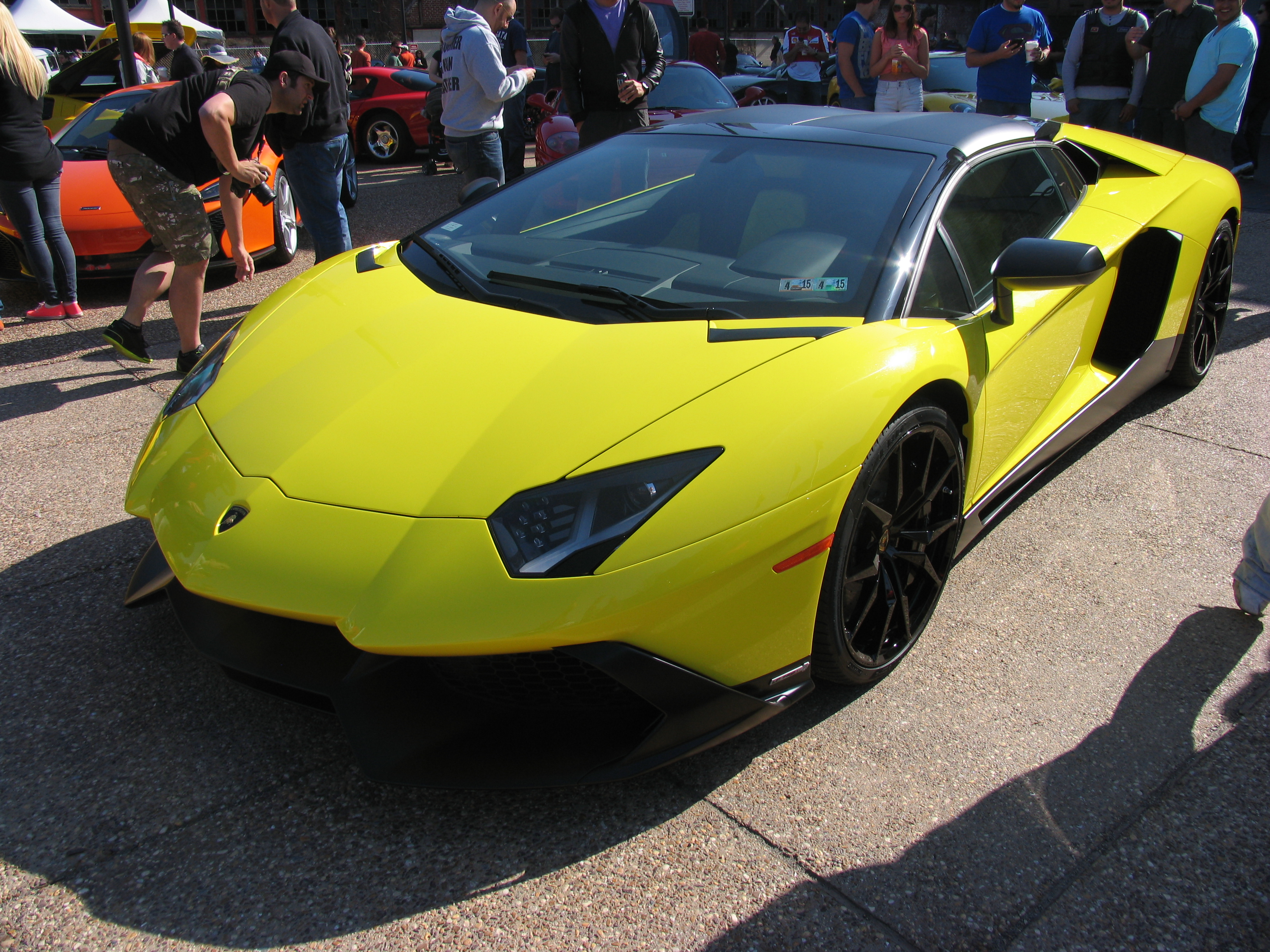
LP720-4 50° アニヴェルサリオ
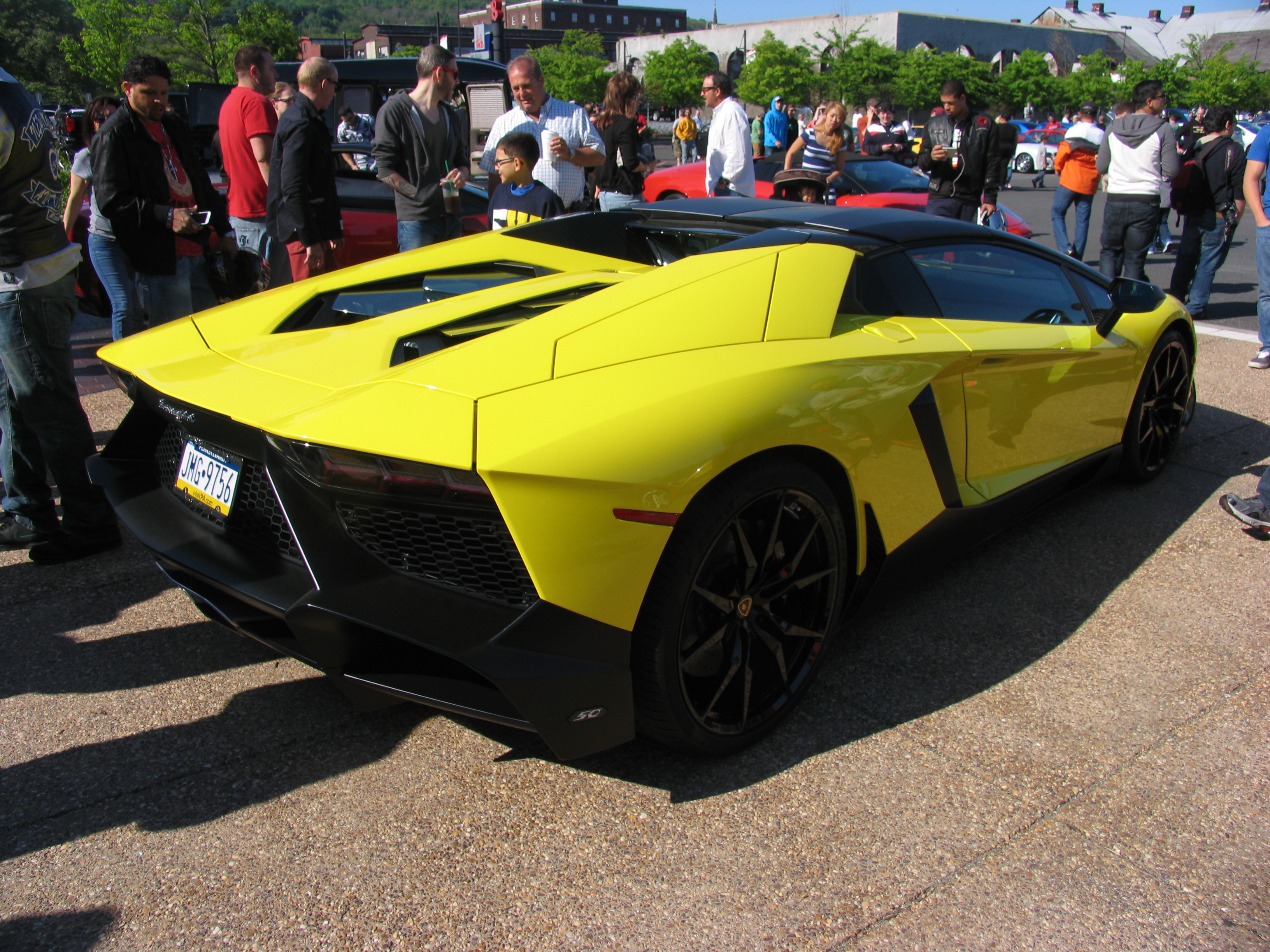
LP720-4 50° アニヴェルサリオ

#### アヴェンタドール LP700-4  ピレリ・エディション
2014年4月、ランボルギーニとイタリアのタイヤメーカーであるピレリは、ランボルギーニ初のプロトタイプ「350GTV」にピレリがタイヤを供給した1963年以来、パートナーシップを結んでいる。この長年の関係を祝して世界限定200台（クーペ105台、ロードスター95台）が製作された特別モデルである。ルーフ、エンジンカバー、ミラー、エアインテークには赤のピンストライプが入れられた。

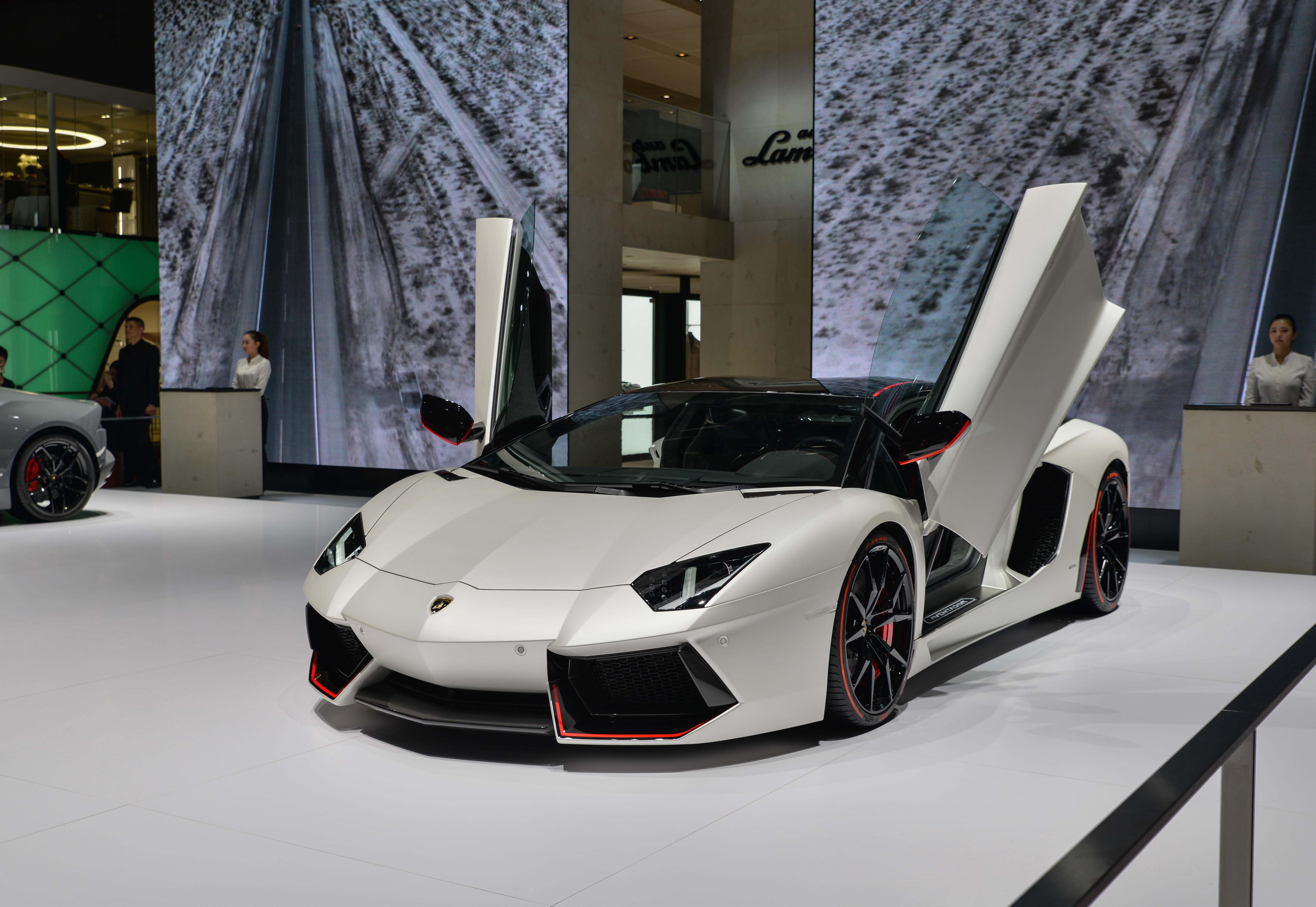
LP700-4 ピレリ・エディション
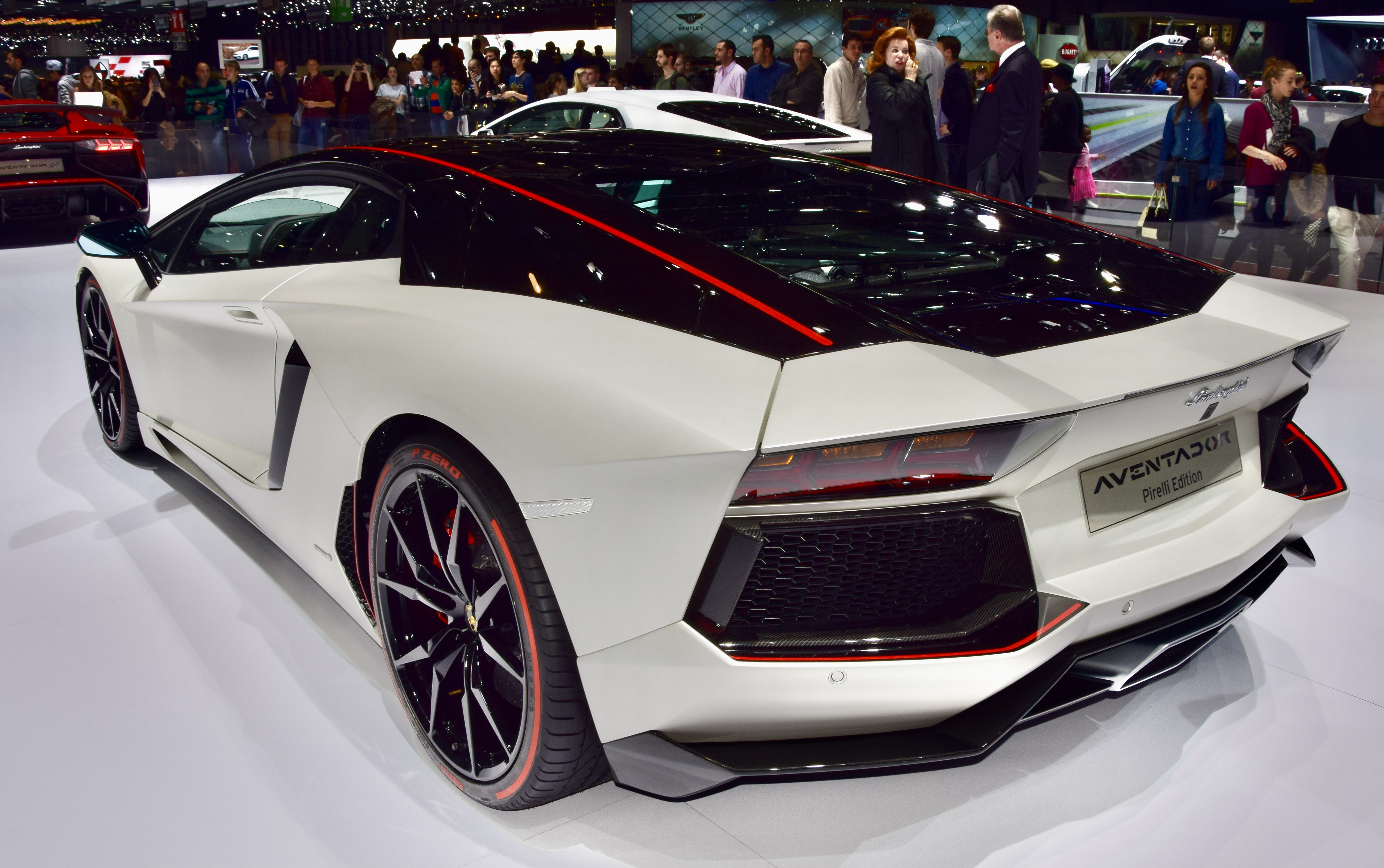
ピレリ・エディション リアビュー

### アヴェンタドール LP750-4 SV
2015年のジュネーヴ・モーターショーで発表された。ランボルギーニの伝統的（ミウラ、ディアブロ、ムルシエラゴ）上位モデルの「スーパーヴェローチェ（SV）」を冠したモデルである。V12エンジンは、更なるパワーアップが図られ、車名が表す通りに750PSを発生させる。車内外でのカーボンファイバーの増加により50kg軽量化され、パワーウェイトレシオは1hpから2kgになった。フロントスプリッターとリアディフューザー、CFRPリアウィングの空気力学が改善され、標準のアヴェンタドールクーペと比較してダウンフォースが180％増加された。
車のドライビングダイナミクスもアップグレードされ、高速域での操縦性のために強化された電子ステアリング、磁気プッシュロッドサスペンション、シャーシも剛性を高められた。センターロックホイール（Dianthus）が初設定され、オプションで選択することができた。0 - 100km/h加速が2.8秒・最高速度が350km/h超のパフォーマンスを誇る。車の納車は2015年の第2四半期に開始され、限定600台の生産は2017年7月に終了し、最後の車は特注メタリックシルバーに塗装された。

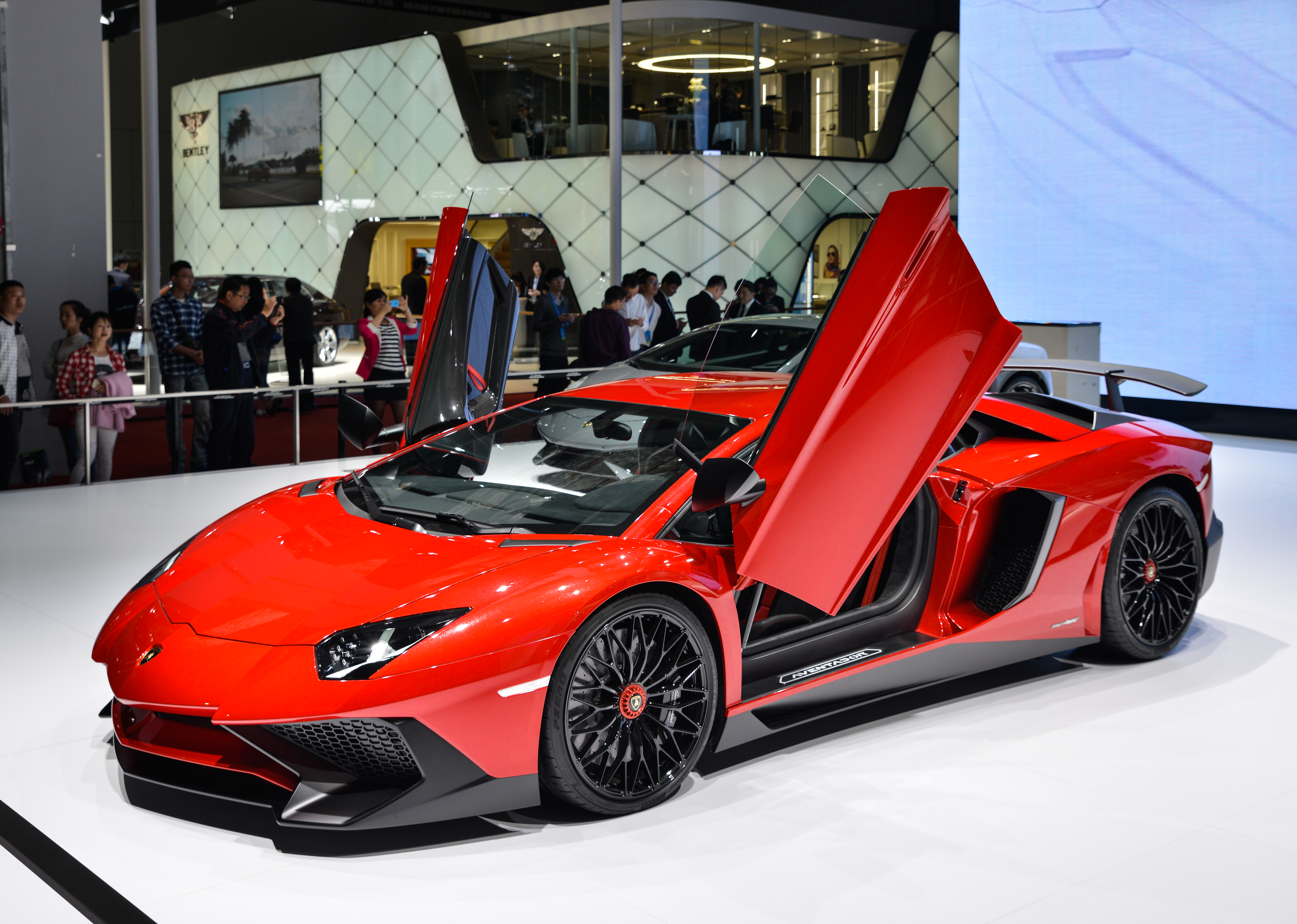
LP750-4 スーパーヴェローチェ

#### アヴェンタドール LP750-4 SVロードスター
2015年8月、ペブルビーチコンクールデレガンスで、SVを車名に持つモデルとしては初のオープンモデルとなる「ロードスター」が発表された。標準のロードスターのようにトランクに収納できるコンパクトなツーピースカーボンファイバーハードトップが特徴。数々の軽量化対策により、ロードスターの重量は1,575 kgに減少し、標準のロードスターよりも50 kg軽量である。
デリバリーは2016年の第1四半期に開始され、クーペより100台少ない世界限定500台が生産された

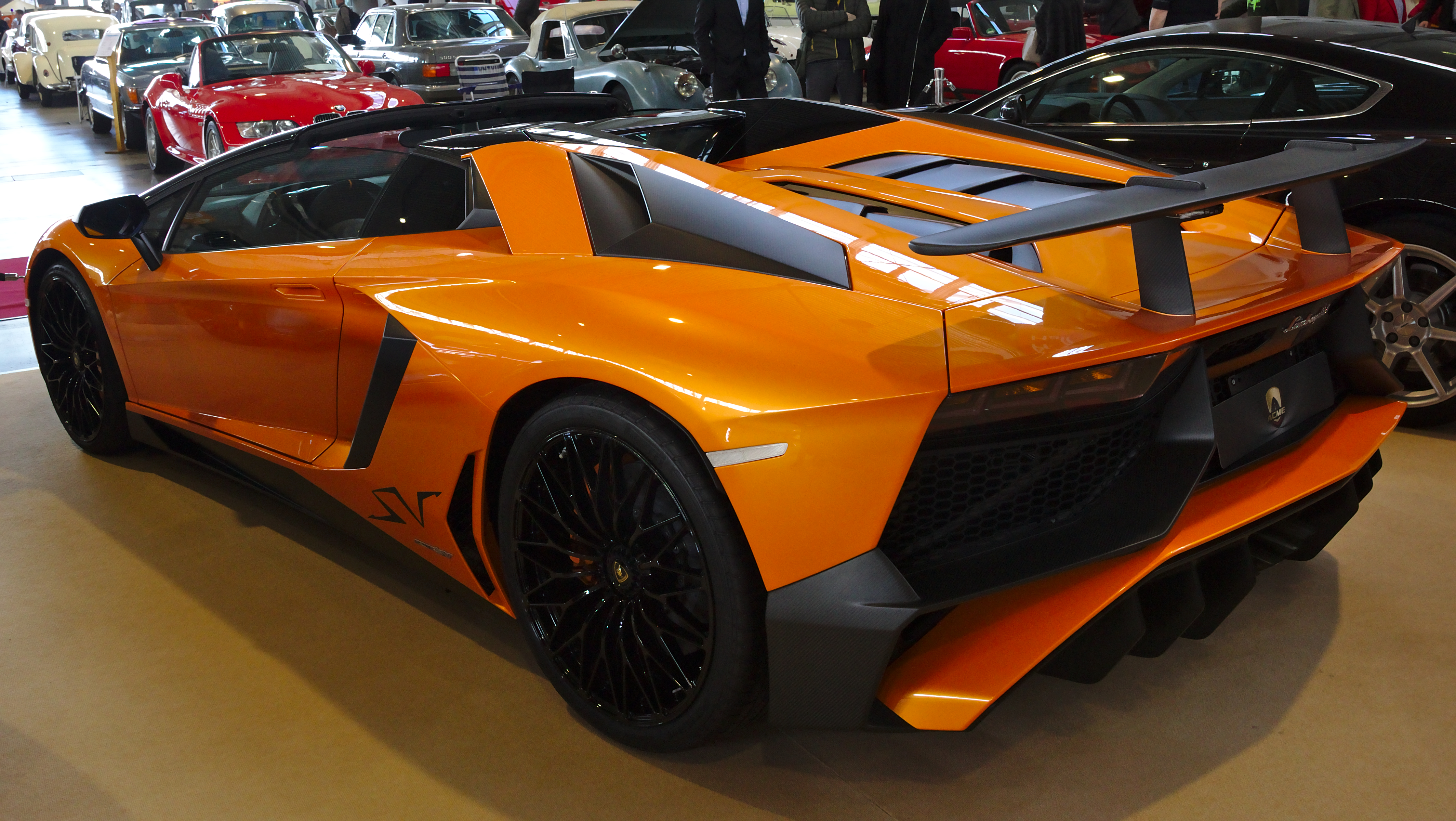
LP750-4 スーパーヴェローチェロードスター

#### アヴェンタドール LP700-4 ミウラ・オマージュ
Aventador Miura Homageは2016年6月にイギリスで行なわれた「グッドウッド・フェスティバル・オブ・スピード」において公開された。2016年で50周年を迎える12気筒ミッドシップの始祖「ミウラ」へのオマージュとして、アヴェンタドールLP700-4をベースにランボルギーニの「Ad Personam」プログラムによるカスタマイズを施した50台の限定車である。2トーンカラーが特徴的なエクステリアでは、赤い専用ボディカラー「Rosso Arancio Miura」がメインで、他に「Verde Scandal」、「Blu Tahiti」など6色。ゴールドまたはマットシルバーの20/21インチホイール、サイド部にメタリック仕様の「Miura 50」のバッヂ、リアまわりにブラックのランボルギーニ・ロゴが与えられた。内装は専用の革シート背面にMiura 50のロゴ刺繍が添えられ、カーボンファイバーパッケージが標準装備された。レザー仕上げのダッシュボードにはLamborghiniのロゴが入る。

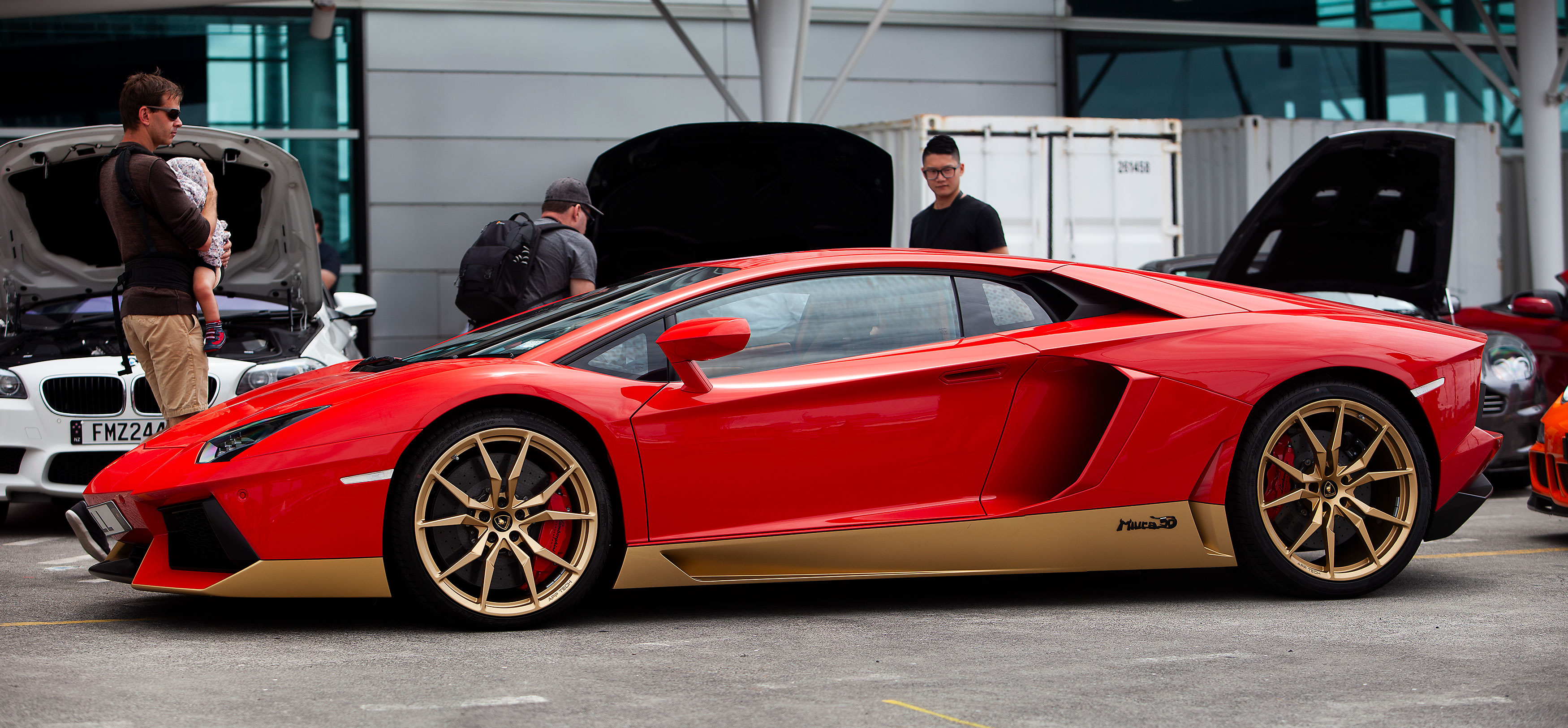
LP700-4 ミウラ・オマージュ
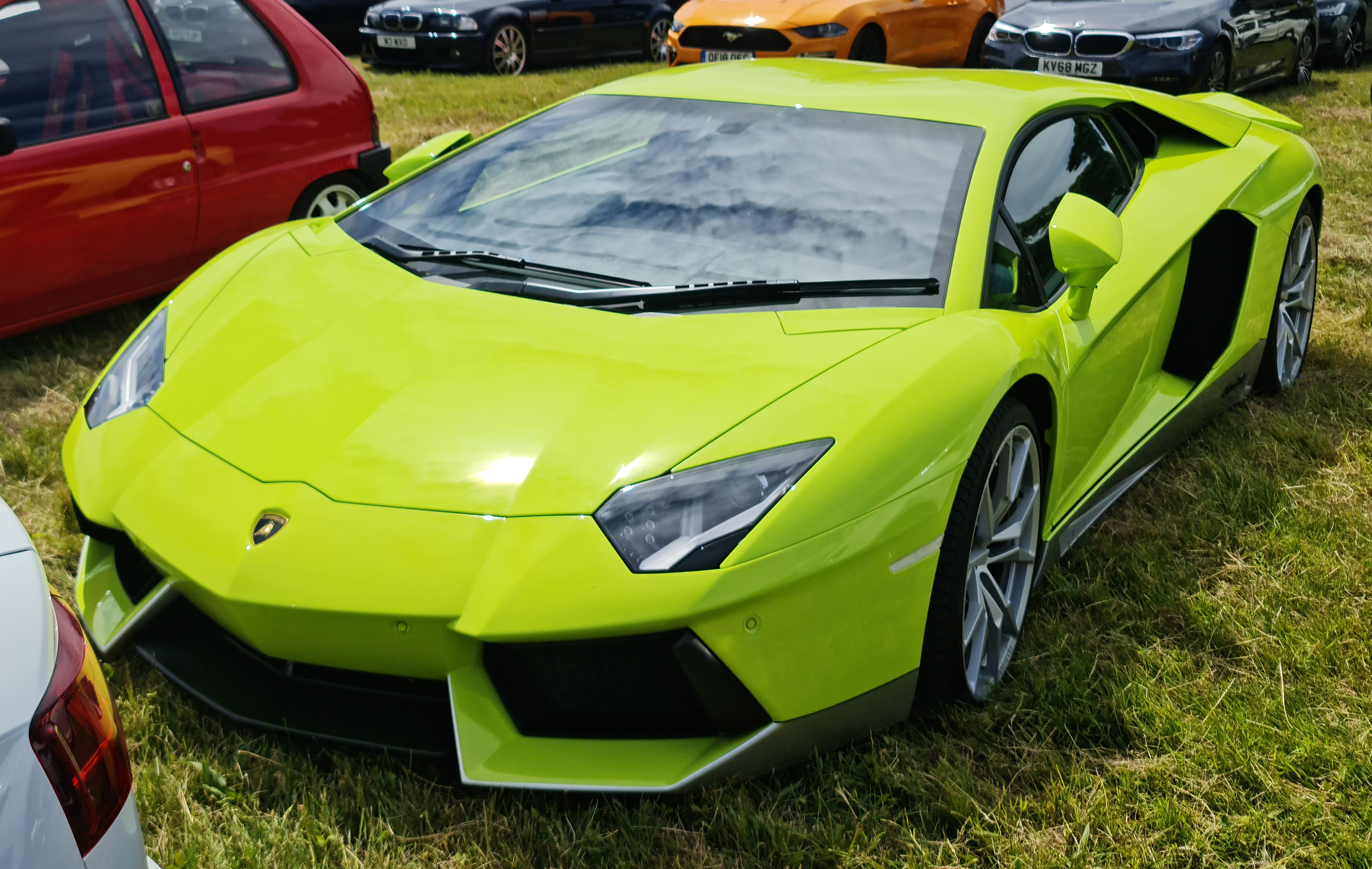
LP700-4 ミウラ・オマージュ

### アヴェンタドール LP740-4 S
2016年に発表されたビッグマイナーチェンジモデル。新技術が多く採用されるとともに、エクステリアは大幅に改良されフロントのダウンフォースは130％増加したという。ランボルギーニのシリーズ・モデルとして初めて4輪操舵システムを採用。サスペンションには、磁性流体ダンパーを使った「磁気レオロジー・サスペンション」が採用された。さらに、前後輪に駆動力を配分する4輪駆動システムや、粘性の検知度が高まったというESC、3段階に可変するリア・ウイングを備えたアクティブ・エアロダイナミクスなども含め、上記の電子制御システムが全て、新たに採用された「ランボルギーニ・ディナミカ・ヴェイコロ・アッティーヴァ」と呼ばれる制御ユニットで統合管理される。
ドライビング・モードには新たにドライバーの好みに応じてこれらの組み合わせをカスタマイズできる「EGO」モードが追加された。
エンジンは、アヴェンタドールと比べると最高出力が700PS/8,250rpmから740PS/8,400rpmに引き上げられ、最大トルク70.3kgm/5,500rpmは変わらず。トランスミッションもこれまで通り「インディペンデント・シフティング・ロッド」と呼ばれる7速シングルクラッチのロボット式変速ユニットが組み合わされた。テールパイプが3本になったエキゾーストは従来より20％ほど軽量化されている。

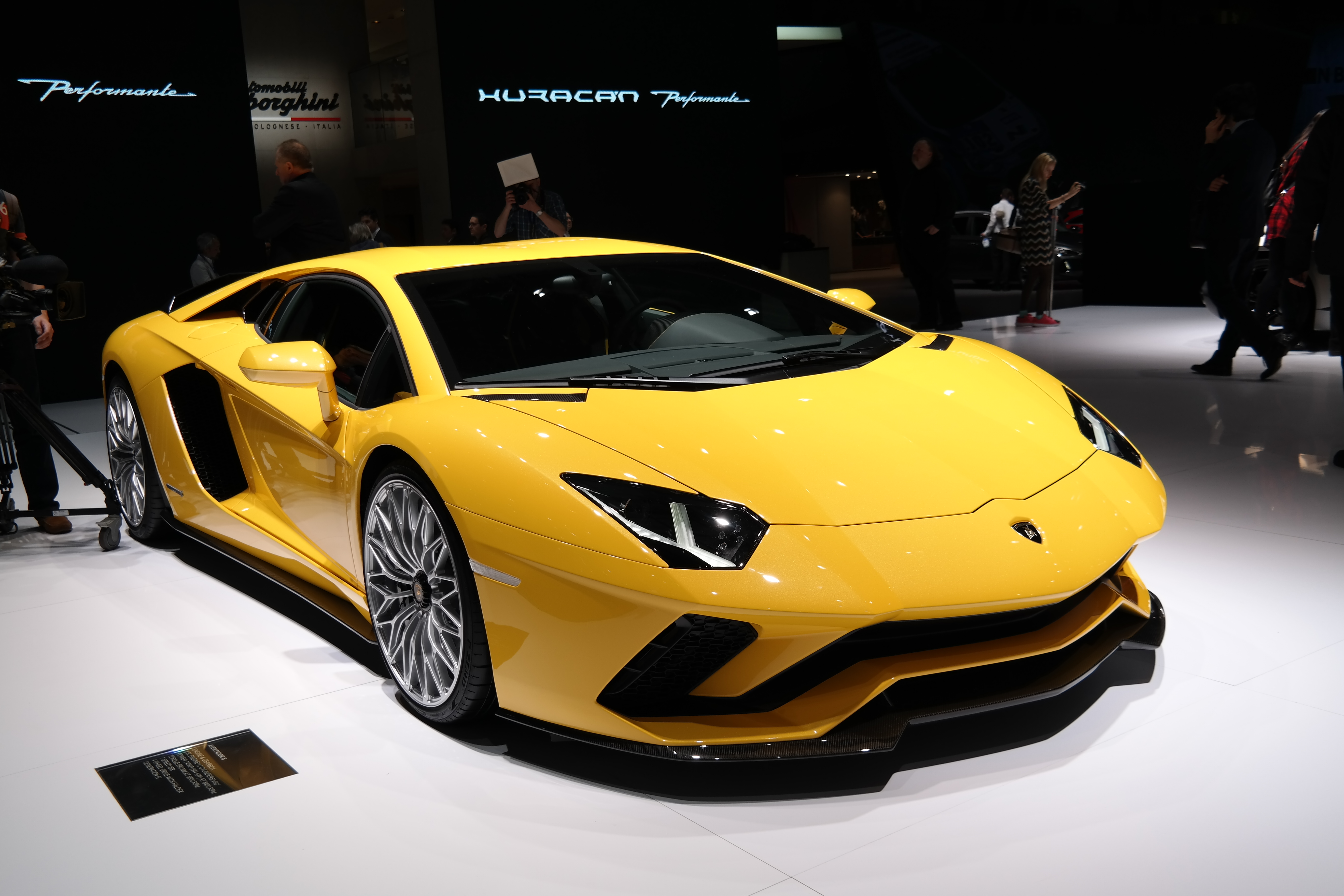
LP740-4 アヴェンタドールS

#### アヴェンタドール LP740-4 S ロードスター
2017年のフランクフルトモーターショーで発表されたSのロードスタータイプ。パワートレインはクーペと同一。エンジンカバーがクーペと異なる（アヴェンタドールLP700-4ロードスターと同一）。シャーシ強化によってクーペより50kg（110ポンド）重く、0-100km/hの加速が3.2秒とクーペよりも0.3秒遅い。

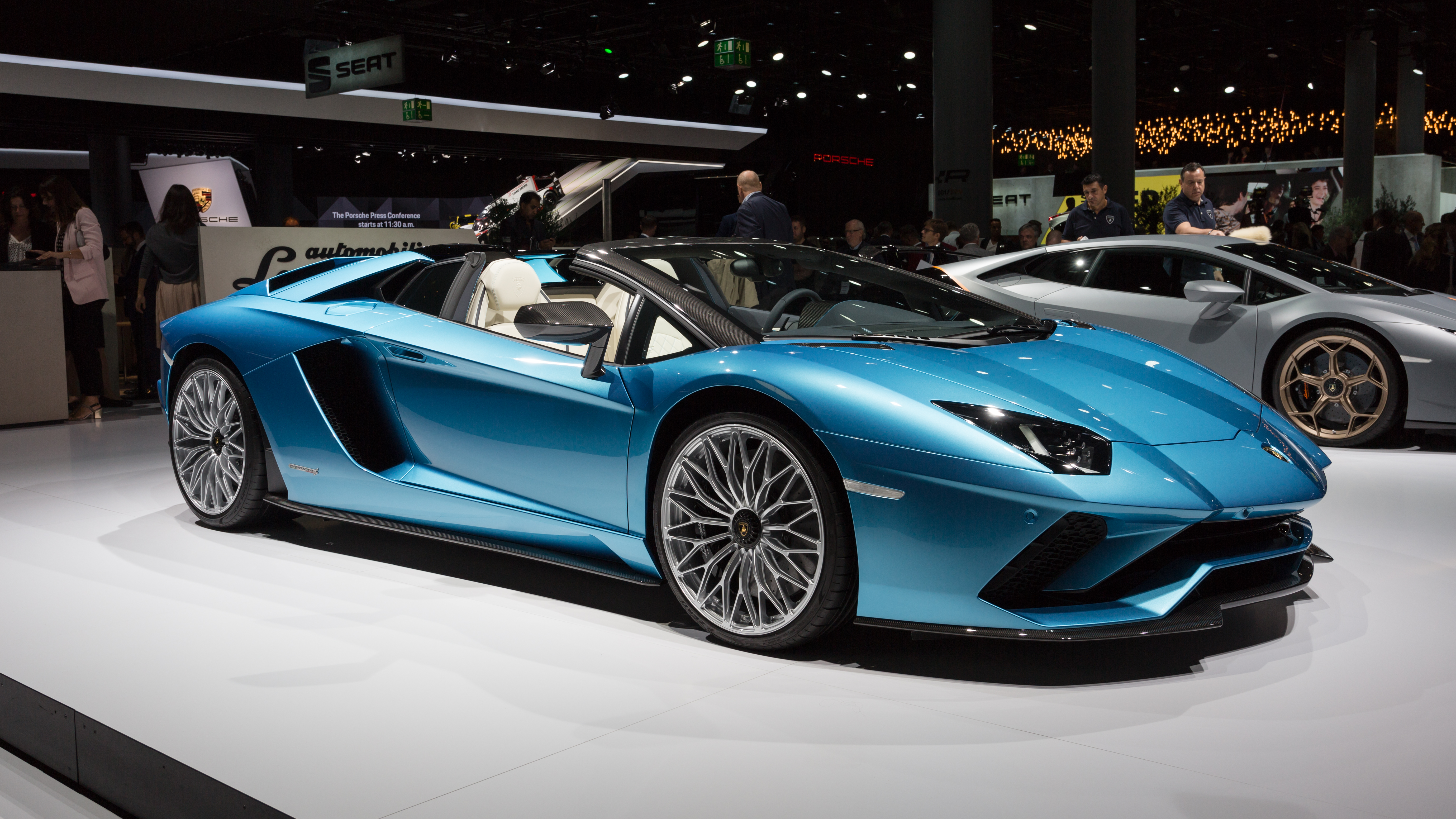
LP740-4 アヴェンタドールS ロードスター

### アヴェンタドール LP770-4 SVJ
2018年8月に発表された、軽量高性能モデル。SV（スーパーヴェローチェ）とJ（イオタ）を併せ持った名称。世界限定900台となる。また、特別モデルのSVJ63（世界限定63台）もある。
6.5L 自然吸気V12エンジンを搭載し、最高出力566 kW（770 CV）/8,500 rpm、最大トルク720 Nm / 6,750 rpm。0-100km/h加速は2.8秒、最高速度は350km/h。乾燥重量は1525kg。

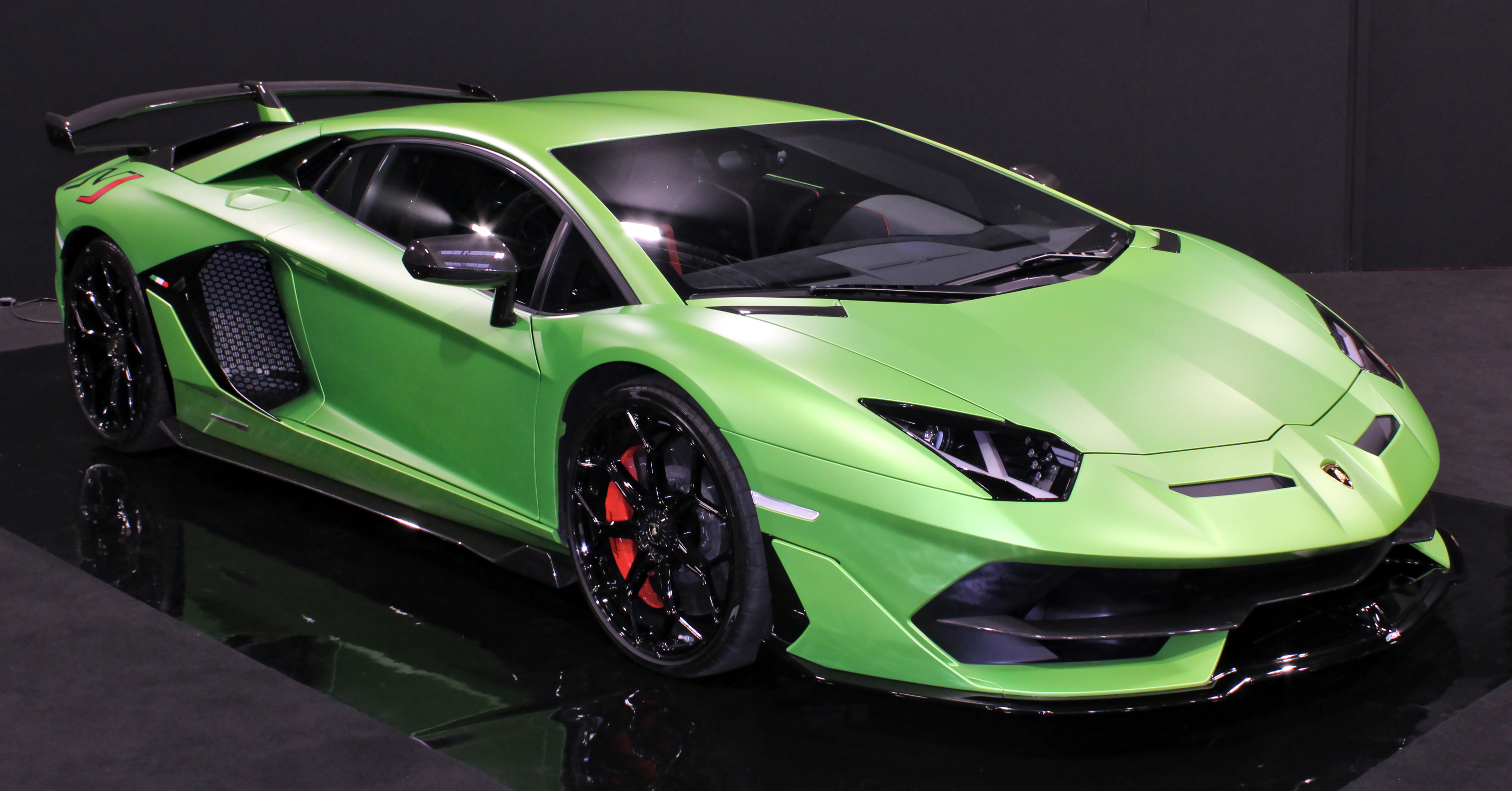
LP770-4 SVJ (2018年)
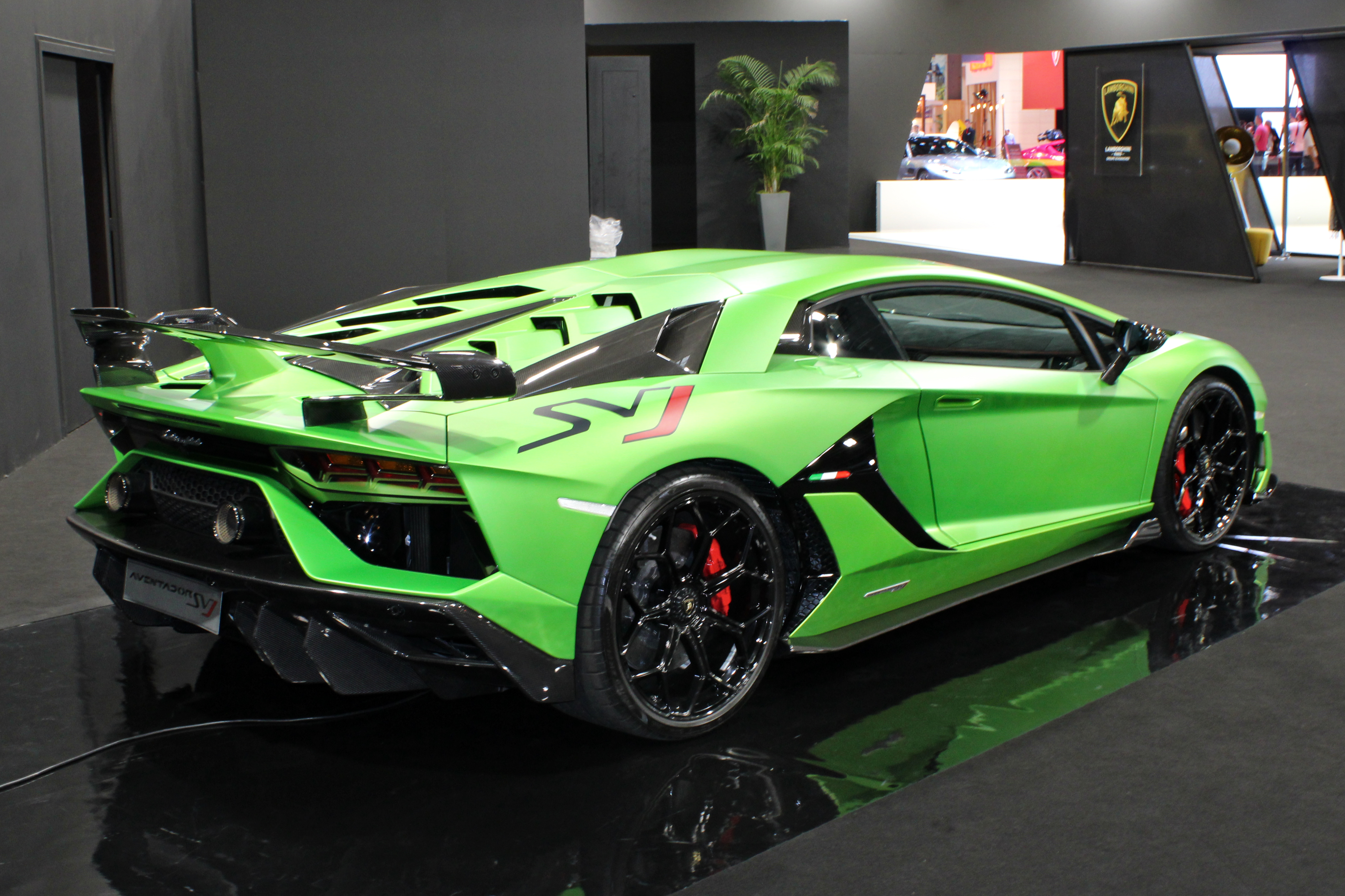
LP770-4 SVJ

#### アヴェンタドール LP770-4 SVJ ロードスター
2019年のジュネーブモーターショーで発表されたSVJのロードスタータイプ。パワートレインはクーペと同一。クーペより100台少ない世界限定800台が生産された。

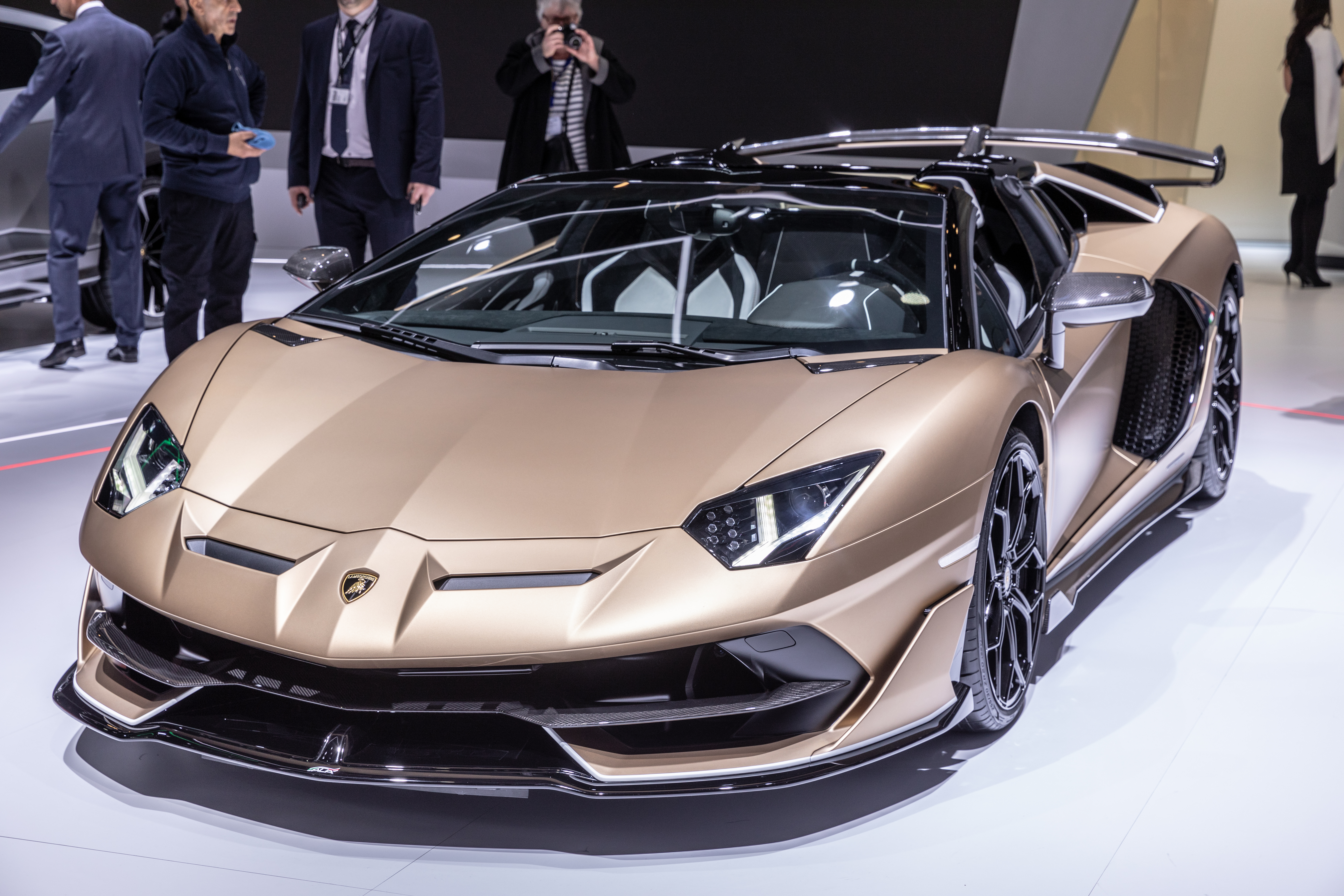
LP770-4 SVJ ロードスター (2019年)
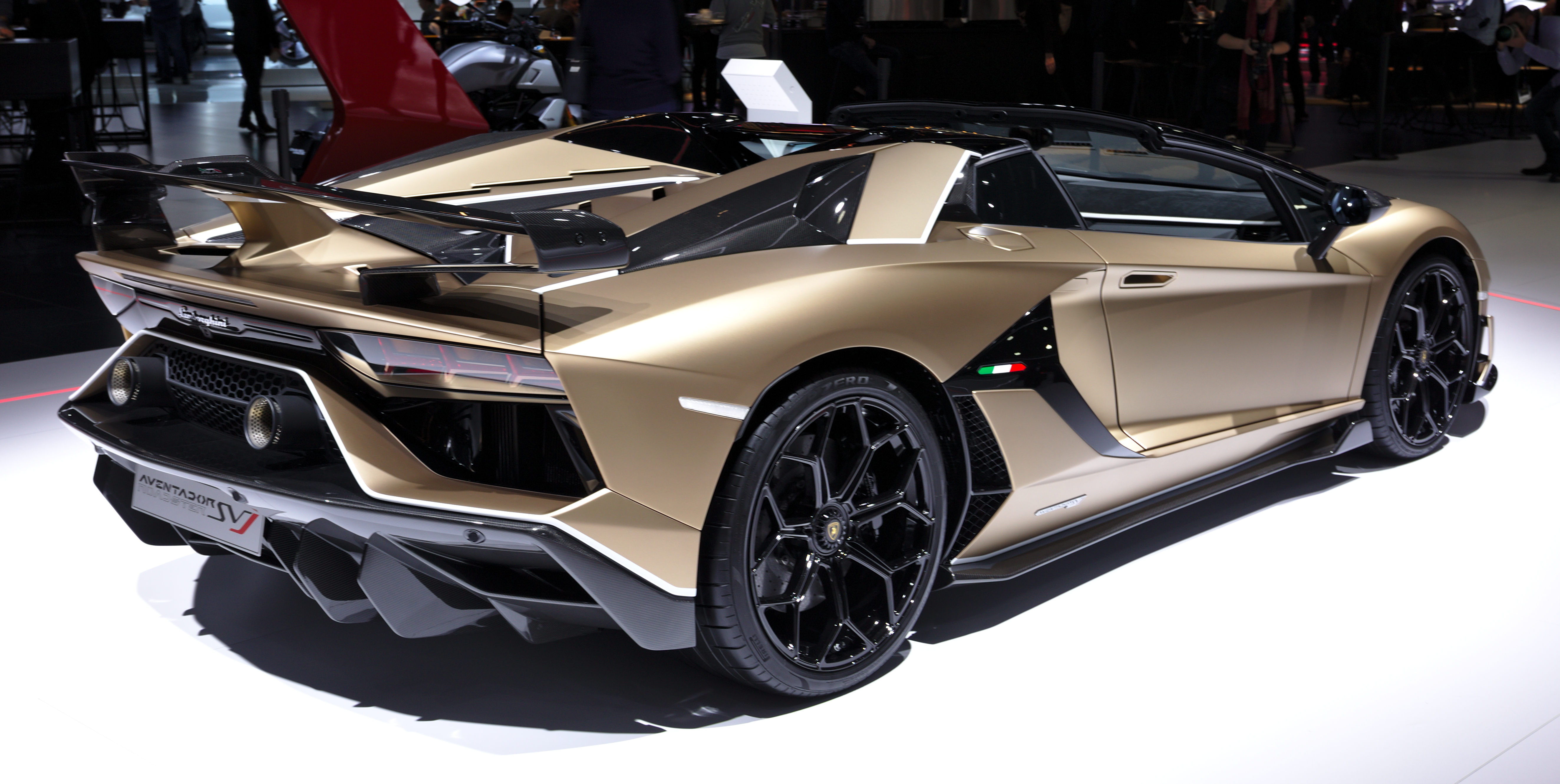
LP770-4 SVJ ロードスター

### アヴェンタドール LP780-4 ウルティメ
2021年7月発表。600台の限定生産（クーペ350台、ロードスター250台）となる。アヴェンタドールSとSVJのすべての標準装備を備え、最高出力は780PS（574 kW）、最大トルクは720N⋅m。パフォーマンスは、0–100 km/h加速2.8秒、最高速度356km/hと発表されている。車重はクーペで1,550kg。
このモデルを最後に、アヴェンタドールの生産は2022年9月に終了した。

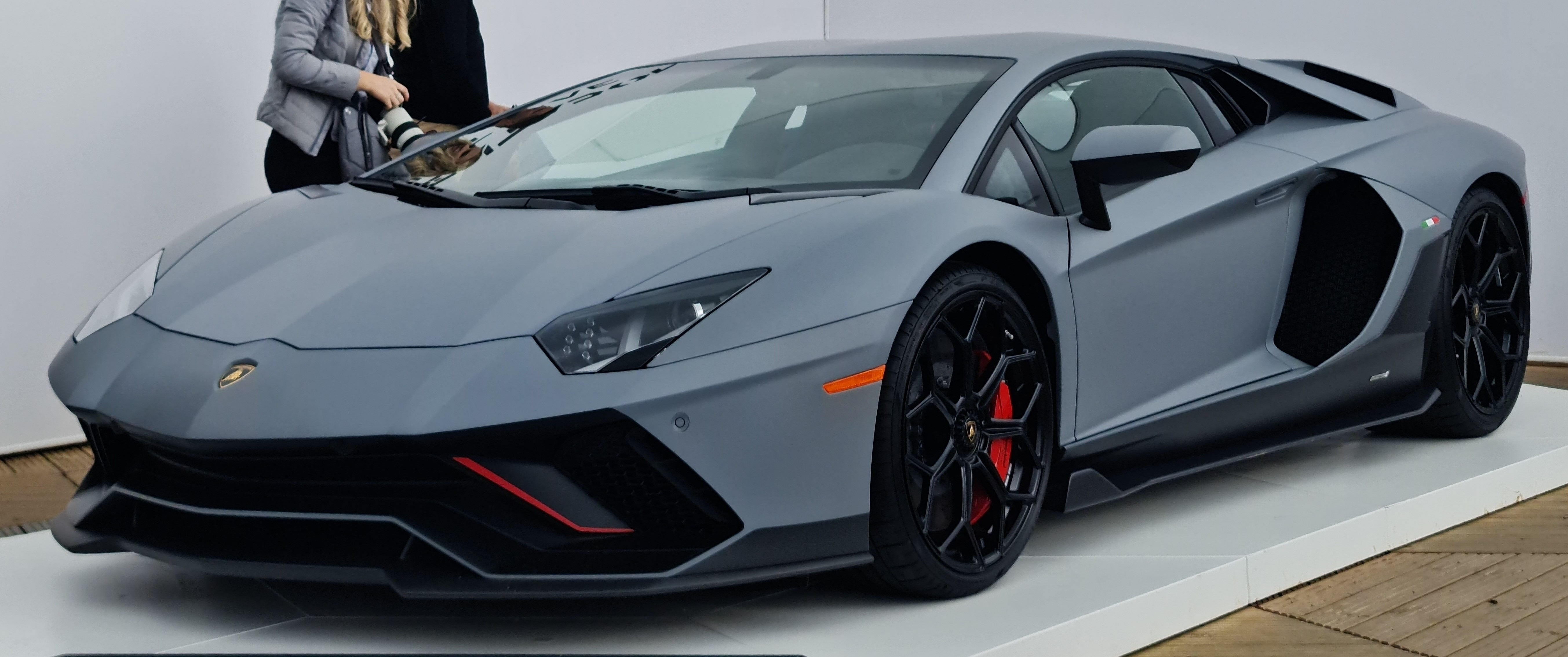
LP780-4 ウルティメ (2021年)